# Lorigné
Lorigné és un municipi francès situat al departament de Deux-Sèvres i a la regió de la Nova Aquitània. L'any 2007 tenia 298 habitants.

## Demografia

### Població
El 2007 la població de fet de Lorigné era de 298 persones. Hi havia 133 famílies de les quals 38 eren unipersonals (17 homes vivint sols i 21 dones vivint soles), 58 parelles sense fills, 29 parelles amb fills i 8 famílies monoparentals amb fills.
La població ha evolucionat segons el següent gràfic:
Habitants censats

### Habitatges
El 2007 hi havia 216 habitatges, 140 eren l'habitatge principal de la família, 66 eren segones residències i 11 estaven desocupats. Tots els 216 habitatges eren cases. Dels 140 habitatges principals, 126 estaven ocupats pels seus propietaris, 8 estaven llogats i ocupats pels llogaters i 5 estaven cedits a títol gratuït; 3 tenien una cambra, 7 en tenien dues, 11 en tenien tres, 26 en tenien quatre i 92 en tenien cinc o més. 115 habitatges disposaven pel capbaix d'una plaça de pàrquing. A 63 habitatges hi havia un automòbil i a 60 n'hi havia dos o més.

### Piràmide de població
La piràmide de població per edats i sexe el 2009 era:
| Homes | Edats   | Dones |
| ----- | ------- | ----- |
| 0     | 95 o +  | 0     |
| 0     | 90 a 94 | 0     |
| 8     | 85 a 89 | 8     |
| 8     | 80 a 84 | 4     |
| 4     | 75 a 79 | 12    |
| 16    | 70 a 74 | 12    |
| 16    | 65 a 69 | 12    |
| 12    | 60 a 64 | 20    |
| 8     | 55 a 59 | 4     |
| 8     | 50 a 54 | 0     |
| 16    | 45 a 49 | 8     |
| 8     | 40 a 44 | 8     |
| 12    | 35 a 39 | 4     |
| 4     | 30 a 34 | 4     |
| 16    | 25 a 29 | 8     |
| 4     | 20 a 24 | 8     |
| 0     | 15 a 19 | 12    |
| 8     | 10 a 14 | 8     |
| 0     | 5 a 9   | 0     |
| 4     | 0 a 4   | 0     |

## Economia
El 2007 la població en edat de treballar era de 165 persones, 95 eren actives i 70 eren inactives. De les 95 persones actives 89 estaven ocupades (50 homes i 39 dones) i 6 estaven aturades (4 homes i 2 dones). De les 70 persones inactives 36 estaven jubilades, 14 estaven estudiant i 20 estaven classificades com a «altres inactius».

### Ingressos
El 2009 a Lorigné hi havia 131 unitats fiscals que integraven 292 persones, la mediana anual d'ingressos fiscals per persona era de 15.209 €.

### Activitats econòmiques
Dels 6 establiments que hi havia el 2007, 1 era d'una empresa alimentària, 1 d'una empresa de fabricació d'altres productes industrials, 3 d'empreses de construcció i 1 d'una empresa immobiliària.
Dels 3 establiments de servei als particulars que hi havia el 2009, 2 eren paletes i 1 electricista.
L'únic establiment comercial que hi havia el 2009 era una fleca.
L'any 2000 a Lorigné hi havia 23 explotacions agrícoles que ocupaven un total de 1.230 hectàrees.

## Equipaments sanitaris i escolars
El 2009 hi havia una escola elemental integrada dins d'un grup escolar amb les comunes properes formant una escola dispersa.

## Poblacions més properes
El següent diagrama mostra les poblacions més properes.